# Queijo de Castelo Branco
O Queijo de Castelo Branco é um queijo português típico da região de Castelo Branco. É produzido só com leite de ovelha e tem aparência esbranquiçada.
É um produto de Denominação de Origem Protegida, juntamente com Queijo picante da Beira Baixa e o Queijo amarelo da Beira Baixa.

## Valor económico
Segundos dados de 2019, foram produzidos neste ano cerca de 36.255 kg de Queijo de Castelo Branco DOP, sendo o oitavo queijo com DOP mais produzido em Portugal (cerca de 1,9% da produção nacional). O preço médio do queijo, incluindo IVA, foi de 12,23 euros por kg. 

### Produção
O sistema produtivo do Queijo de Castelo Branco DOP é composto por 70 explorações abastecedoras de leite e 5 queijarias certificadas (dados de 2020).